# Torneo de las Tres Naciones 1998
El Torneo de las Tres Naciones 1998 fue la tercera edición de la competencia anual hoy conocida como Rugby Championship.
Comenzó el 11 julio y finalizó el 22 de agosto, participaron las tres potencias del hemisferio sur: Australia, Nueva Zelanda y Sudáfrica. Los Springboks obtuvieron por primera vez el título ganando todos los partidos.

## Modo de disputa
El torneo se disputó con el sistema de todos contra todos a dos series, de ida y vuelta. Cada partido dura 80 minutos divididos en dos partes de 40 minutos.
Los cuatro participantes se agrupan en una tabla general teniendo en cuenta los resultados de los partidos mediante un sistema de puntuación, la cual se reparte:
- 4 puntos por victoria.
- 2 puntos por empate.
- 0 puntos por derrota.

También se otorga punto bonus, ofensivo y defensivo:
- El punto bonus ofensivo se obtiene al marcar cuatro (4) o más tries.
- El punto bonus defensivo se obtiene al perder por una diferencia de hasta siete (7) puntos.

## Equipos participantes
| Australia | Nueva Zelanda | Sudáfrica  |
| --------- | ------------- | ---------- |
| Wallabies | All Blacks    | Springboks |

## Tabla de posiciones
| Posición | Equipos       | Partidos | Partidos | Partidos | Partidos | Puntos  | Puntos    | Puntos     | Bonus | Bonus | Puntos |
| Posición | Equipos       | PJ       | PG       | PE       | PP       | A favor | En contra | Diferencia | OF    | DF    | Puntos |
| -------- | ------------- | -------- | -------- | -------- | -------- | ------- | --------- | ---------- | ----- | ----- | ------ |
| 1        | Sudáfrica     | 4        | 4        | 0        | 0        | 80      | 54        | +26        | 1     | 0     | 17     |
| 2        | Australia     | 4        | 2        | 0        | 2        | 79      | 82        | −3         | 1     | 1     | 10     |
| 3        | Nueva Zelanda | 4        | 0        | 0        | 4        | 65      | 88        | −23        | 0     | 2     | 2      |

|  |                                      |
|  | Campeón del Rugby Championship 1998. |

## Resultados
BO: Punto de bonificación ofensivo.
BD: Punto de bonificación defensivo.
Primera fecha
| 11 de julio de 1998, 20:00 (UTC+10) | Australia                                            | 24 – 16 | Nueva Zelanda                                 | Melbourne Cricket Ground, Melbourne                        |                                                            |
|                                     | Tries Burke (2) Conversiones Burke Penales Burke (4) |         | Tries Jones Kronfeld Penales Mehrtens Spencer | Asistencia: 75,127 espectadores Árbitro(s): Clayton Thomas | Asistencia: 75,127 espectadores Árbitro(s): Clayton Thomas |

Segunda fecha
| 18 de julio de 1998, 18:00 (UTC+08) | Australia                       | BD 13 – 14 | Sudáfrica                                       | Subiaco Oval, Perth                                     |                                                         |
|                                     | Tries Tune Gregan Penales Burke |            | Tries Van der Westhuizen Penales Montgomery (3) | Asistencia: 38,079 espectadores Árbitro(s): Colin Hawke | Asistencia: 38,079 espectadores Árbitro(s): Colin Hawke |

Tercera fecha
| 25 de julio de 1998, 19:35 (UTC+12) | Nueva Zelanda    | 3 – 13 | Sudáfrica                                                       | Athletic Park, Wellington                               |                                                         |
|                                     | Penales Mehrtens |        | Tries P. Rossouw Conversiones Montgomery Penales Montgomery (2) | Asistencia: 39,500 espectadores Árbitro(s): Ed Morrison | Asistencia: 39,500 espectadores Árbitro(s): Ed Morrison |

Cuarta fecha
| 1 de agosto de 1998, 19:35 (UTC+12) | Nueva Zelanda                                                    | BD 23 – 27 BO | Australia                                                              | Lancaster Park, Christchurch                            |                                                         |
|                                     | Tries Cullen Lomu Conversiones Mehrtens (2) Penales Mehrtens (3) |               | Tries Bowman Burke Larkham Little Conversiones Eales (2) Penales Burke | Asistencia: 39,000 espectadores Árbitro(s): Derek Bevan | Asistencia: 39,000 espectadores Árbitro(s): Derek Bevan |

Quinta fecha
| 15 de agosto de 1998, 15:00 (UTC+02) | Sudáfrica                                                                       | BO 24 – 23 BD | Nueva Zelanda                                                         | Estadio Kings Park, Durban                                 |                                                            |
|                                      | Tries Dalton Skinstad Terblanche Van der Westhuizen Conversiones Montgomery (2) |               | Tries Marshall Randell Conversiones Mehrtens (2) Penales Mehrtens (3) | Asistencia: 52,000 espectadores Árbitro(s): Peter Marshall | Asistencia: 52,000 espectadores Árbitro(s): Peter Marshall |

Sexta fecha
| 22 de agosto de 1998, 15:00 (UTC+02) | Sudáfrica                                                                | 29 – 15 | Australia         | Estadio Ellis Park, Johannesburgo                       |                                                         |
|                                      | Tries Garvey Skinstad Conversiones Montgomery (2) Penales Montgomery (5) |         | Penales Burke (5) | Asistencia: 62,300 espectadores Árbitro(s): Jim Fleming | Asistencia: 62,300 espectadores Árbitro(s): Jim Fleming |